# Pascal Renard
Pour les articles homonymes, voir Renard (homonymie).
Pascal Renard, né le 8 mars 1961 à Uccle (région de Bruxelles-Capitale) et mort le 1er avril 1996 à Longueville (province du Brabant Wallon), est un scénariste de bande dessinée belge.

## Biographie
Pascal Renard naît le 8 mars 1961 à Uccle, une commune bruxelloise.
Il suit des études de sociologie à l'université catholique de Louvain. 
Il abandonne ses études en deuxième année de licence pour se rendre à Paris y suivre des cours d'art dramatique. Il y effectue aussi quelques emplois de subsistance. Il reste cependant en contact avec quelques copains qui suivaient les cours d'une école de cinéma (Institut des arts de diffusion) installée sur le site de Louvain-la-Neuve.
C'est ainsi qu'il écrivit les scénarios de quatre courts métrages pour l'IAD : Speed (réalisateur Pascal Zabus) ; La Tartine au Jambon (réalisateur Pascal Zabus) qui obtint le prix du meilleur film d'école européen au Festival Premiers Plans d'Angers en 1990 ; The Frame (réalisateur Pierre Stine); Prédiction (réalisateur Pierre Stine).
Ce dernier court métrage reçoit le prix du meilleur scénario au festival de Mons en 1992. 
Les productions cinématographiques étant peu nombreuses, il transpose les histoires qu'il destinait au petit ou au grand écran en scénarios de bande dessinée.
C'est ainsi qu'est née la série Horizon blanc avec André Osi en 1993, elle est prépubliée dans Hello Bédé dont la trame rappelle la vague de terrorisme qui a sévi à Paris en 1987. 
Il publie Abel Baross en 1993, BGC l'année suivante et Opération Atlas en 1997 aux éditions Le Lombard. André Osi continuera seul la série.
Par ailleurs, Pascal Renard a coscénarisé avec Benoît Roels, à partir du deuxième opus, la série Oknam publiée aux éditions Dargaud.
Avec Benoît Roels, il imagine une série fantastique qui a pour personnage principal un romancier maudit. Intitulé Wooly Wan, le diptyque est publié en 1996 et 1997 aux éditions du Lombard.
Il aide le jeune dessinateur russe Youri Jigounov à mettre en français le scénario de son one shot Les Lettres de Krivtsov, publié en février 1995 au Lombard. Ensemble, ils conçoivent ensuite une nouvelle série, Alpha, dont le premier épisode, L'Échange, paraît en mai 1996 au Lombard.
Le second opus Clan Bogdanov paraît l'année suivante. La série est poursuivie au scénario par Mythic intègre la collection « Troisième vague ».
Avec le jeune dessinateur Éric Lenaerts et après deux courtes histoires pour Jet dont Visite interrompue et Hello Bédé (Une joyeuse promenade en mer en 1992), ils créent le thriller Sur des Eaux Troubles qui met en scène un pianiste de bar attiré par une une jeune fille ravissante et énigmatique, leur premier album paraît aux éditions Le Lombard en 1995. Par la suite, ils commencent la saga familiale Valcourt qui durera deux épisodes jusqu'au décès de Renard alors qu'elle était prévue en trois opus. Les volets Le Goût de l'Absinthe et Le Ventre noir du Bouffon paraissent en albums en 1997 au Lombard.
Il meurt inopinément le 1er avril 1996, à l'âge 35 ans, laissant derrière lui l'amorce de quelques séries prometteuses.
Selon Patrick Gaumer : « Du récit d'espionnage à l'épopée historique et romanesque, il laisse derrière lui une œuvre réaliste d'une grande qualité. »

## Œuvre

### Albums de bande dessinée
- Alpha, dessins de Youri Jigounov, Le Lombard

1. L'Échange, scénario de Pascal Renard, 1996  (ISBN 2-8036-1204-6 et 978-2-8036-1204-8)

- 2. Clan Bogdanov[12], Le Lombard, Bruxelles, mai 1997
Scénario : Pascal Renard - Dessin : Youri Jigounov - Couleurs : Nadia Jigounov -  (ISBN 2-8036-1248-8)

#### Horizon blanc
- 1. Abel Baross, Le Lombard, Bruxelles, janvier 1993
Scénario : Pascal Renard - Dessin et couleurs : André Osi -  (ISBN 2-8036-1050-7)
- 2. BGC, Le Lombard, Bruxelles, octobre 1994
Scénario : Pascal Renard - Dessin : André Osi - Couleurs : Cécile Vergult -  (ISBN 2-8036-1090-6)
- 3. Opération Atlas[13], Le Lombard, Bruxelles, février 1997
Scénario : Pascal Renard - Dessin : André Osi - Couleurs : Cécile Vergult -  (ISBN 2-8036-1160-0)

#### Oknam
- 2. Que ta Volonté soit faite[14], Dargaud Benelux, Bruxelles, janvier 1994
Scénario : Pascal Renard - Dessin : Benoît Roels - Couleurs : Anne-Marie D'Authenay -  (ISBN 2-87129-075-X)
- 3. Requiem blanc, Dargaud, Bruxelles, janvier 1995
Scénario : Pascal Renard - Dessin : Benoît Roels - Couleurs : Cécile Vergult -  (ISBN 2-87129-083-0)
- 4. Grain de sable, Dargaud, Bruxelles, décembre 1995
Scénario : Pascal Renard - Dessin : Benoît Roels - Couleurs : Cécile Vergult -  (ISBN 2-87129-094-6)
- 5. Dossier M.I.A., Dargaud, Bruxelles, décembre 1996
Scénario : Pascal Renard - Dessin : Benoît Roels - Couleurs : Cécile Vergult -  (ISBN 2-87129-115-2)
- Sur des eaux troubles, scénario de Pascal Renard, dessins d'Éric Lenaerts, Le Lombard, 1995  (ISBN 2-8036-1154-6)

#### Valcourt
- 1. Le Goût de l'absinthe[15], Le Lombard, Bruxelles, mars 1997
Scénario : Pascal Renard - Dessin : Éric Lenaerts - Couleurs : Coquelicot -  (ISBN 2-8036-1226-7)
- 2. Le Ventre noir du Bouffon, Le Lombard, Bruxelles, août 1997
Scénario : Pascal Renard - Dessin : Éric Lenaerts - Couleurs : Coquelicot -  (ISBN 2-8036-1256-9)

#### Wooly Wan
- 1. Mister K, Le Lombard, Bruxelles, mars 1996
Scénario : Pascal Renard - Dessin : Benoît Roels - Couleurs : quadrichromie -  (ISBN 2-8036-1194-5)
- 2. La Conscience volée, Le Lombard, Bruxelles, mai 1997
Scénario : Pascal Renard - Dessin : Benoît Roels - Couleurs : Cécile Vergult -  (ISBN 2-8036-1243-7)

### En revues et journaux
- Visite impromptue, (6 planches en noir et blanc), dessin : Éric Lenaerts dans Jet no 11[16],[17] en juin 1991, — Ce récit vaut aux auteurs d'être lauréats du premier prix du concours organisé par Jet dont les membres du jury sont notamment : Bob de Moor, André-Paul Duchâteau et Yves Sente[18].